# Østerdalen
 Østerdalen è un distretto norvegese ed allo stesso tempo una valle che si trova nella contea di Innlandet, regione della Norvegia dell'Est.

## Geografia fisica
Østerdalen è un'ampia valle caratterizzata da paesaggi tranquilli e monti a cime arrotondate. Gran parte di esso è coperta di foreste di pini. Tipicamente una gran parte di Østerdalen ha il suolo boscoso ricoperto di Cladonia rangiferina, una specie di lichene appartenente al genere Cladonia, dell'ordine Lecanorales.
Il distretto comprende i comuni di Rendalen, Alvdal, Folldal,
Tynset, Tolga, Os, Elverum, Stor-Elvdal, Engerdal, Trysil ed Åmot.

## Valle del Glomma
Glommadal (Glåmdalen) è il nome della valle formata dal fiume Glomma (chiamato anche Glåma), che è il fiume più ampio e lungo della Norvegia. Dal lago Aursund al nord, fino a Elverum, la sua valle prende appunto il nome di Østerdalen. Da questo punto verso sud fino a Kongsvinger, la valle (e il distretto) prendono il nome di  Solør; a sua volta, da ovest di Kongsvinger fino a Nes, valle e distretto prendono il nome di Odalen. Queste denominazioni riflettono quelle locali utilizzate per le valli. Le valli a monte dei corsi dei fiumi norvegesi hanno denominazioni che sono le vestigia delle prime distinzioni culturali quali stili di costruzioni, abiti tradizionali e artigianato domestico locale.

## Etimologia
La  forma norrena del nome era Øystridalir (Eystridalir) o  "valli dell'est". Il nome si riferiva ai fiumi Glomma, Rena ed Österdalälven. La forma moderna in -dalen è declinazione di dal, cioè "valle".